# 1534 pr. n. št.

## Smrti
- Bu Ren, deseti ali enajsti kralj kitajske dinastije Šang (* ni znano)